# Isla Renaissance
La Isla Renaissance es una pequeña isla de 48 hectáreas de superficie, de uso privado, estrecha y de aproximadamente 3,8 kilómetros de largo a 300 metros frente a la costa de la isla principal de Aruba.
La isla está situada justo al lado de la pista de despegue y aterrizaje del aeropuerto internacional Reina Beatrix . Ella fue comprada por los propietarios de un hotel de cinco estrellas . Posee un restaurante, bares de playa , un centro de spa , una pista de voleibol y deportes acuáticos e instalaciones de natación en las dos bahías de arena en forma de U de la isla. Los huéspedes del hotel son transportados en el propio transbordador del hotel. Las aguas residuales del complejo hotelero son transportadas a la isla principal en barco para su eliminación.